# Upadek Kabulu (2021)
Upadek Kabulu (2021) – ostatni epizod wojny w Afganistanie, zakończony przejęciem kontroli nad stolicą Afganistanu, Kabulem, przez talibów 15 sierpnia 2021 roku, podczas finalnej fazy ich ofensywy przeciwko rządowi afgańskiemu, rozpoczętej w maju 2021 roku. Miasto zostało całkowicie zajęte kilka godzin po ucieczce prezydenta Aszrafa Ghaniego z kraju. Do tego czasu większość prowincjonalnych miast Afganistanu upadła w trakcie wycofywania się wojsk koalicji na mocy porozumienia pomiędzy USA a talibami z lutego 2020 roku, które zostało ostatecznie zakończone 30 sierpnia 2021 roku.
14 sierpnia 2021 r. talibowie dotarli na rogatki miasta, gdzie się zatrzymali się zgodnie z wolą Abdula Ghaniego Beradara liczącego na bezkrwawe przekazanie władzy przy pośrednictwie byłego prezydenta Hamida Karzaja. Ten były przywódca Afganistanu uważał, że drogą kompromisu powinna zostać przywrócona królewska konstytucja z lat 60., w oparciu o którą zostałaby zwołana Wielka Dżirga, która wyłoniłaby nowy, rebeliancki rząd, któremu legalnie przekazałby władzę upadający rząd Aszrafa Ghaniego. W tym celu wygłosił w telewizji afgańskiej orędzie w którym prosił mieszkańców miasta o zachowanie spokoju, jednocześnie zapewniając o woli talibów do przejęcia władzy w sposób pokojowy.
Rano 15 sierpnia, gdy faktem dokonanym okazała się ucieczka prezydenta, członków aparatu bezpieczeństwa oraz rządu, zastępca szefa ochrony prezydenta zaapelował do Karzaja o podjęcie się pełnienia obowiązków prezydenta na ten czas, czemu polityk odmówił, gdyż chciał pozostać pierwszym od stu lat władcą afgańskim, który legalnie oddał władzę i nie został jej siłowo pozbawiony. Po południu tego samego dnia, w związku z nasilającymi się grabieżami i chaosem w mieście, Karzaj poinformował telefonicznie Beradara o konieczności wkroczenia talibów do miasta. 
Amerykański wywiad alarmował w lipcu, że Kabul upadnie w ciągu kilku miesięcy lub tygodni po wycofaniu sił amerykańskich z Afganistanu, jednak sytuacja od tamtego czasu gwałtownie się pogorszyła, co skłoniło prezydenta USA Joe Bidena do przyznania 16 sierpnia, że „stało się to szybciej, niż przewidywaliśmy”.

## Most powietrzny
W okresie od 14 do 30 sierpnia 2021 roku USA i ich koalicjanci ewakuowali transportem lotniczym z międzynarodowego lotniska im. Hamida Karzaja w Kabulu ponad 123 tys. osób; wojsko amerykańskie i jego partnerzy z NATO zapewniali w tym czasie bezpieczeństwo w przestrzeni powietrznej i na terenie lotniska. Ewakuowani to głównie zagraniczny personel dyplomatyczny i wojskowy, cywile będący obywatelami innych krajów, pracownicy sojuszniczych, afgańskich instytucji państwowych i najbardziej narażeni afgańscy cywile, tacy jak dziennikarze czy działacze na rzecz praw człowieka. Była to największa misja ewakuacyjna przeprowadzona bez walki w historii wojskowości USA, w której tylko personel amerykański zabrał 79 000 cywilów z jednego lotniska w ciągu 18 dni. Wśród ewakuowanych było około 6000 Amerykanów.
Po wycofaniu się sił amerykańskich jeszcze około tysiąca obywateli USA i Afgańczyków posiadających wizy amerykańskie lub inne zagraniczne dokumenty pozostało w Afganistanie. Dwa tygodnie później sekretarz stanu Antony Blinken powiedział, że było to „kilka tysięcy” osób mieszkających wcześniej na terenie USA i stu obywateli amerykańskich.